# 盧諶
盧諶（285年—351年），字子諒，范阳涿（今河北省涿州市）人。東漢儒學家盧植玄孫，西晉尚書盧志長子。盧諶在西晉末先後投靠劉琨、段匹磾、段末柸等勢力，因被段末柸阻止而不得南渡東晉，後在後趙滅段部後入仕後趙，並死於後趙末年的戰亂當中。

## 生平
盧諶思考有理、清晰敏捷，又好《老子》、《莊子》，擅長寫文章，亦從父學，習鍾繇書法。早年曾獲選娶滎陽公主，並拜駙馬都尉，但未成禮公主就去世。後獲舉為秀才，被太尉府辟為掾。
永嘉五年（311年），漢國軍隊攻陷西晉首都洛陽，永嘉之亂發生。盧諶在父親盧志帶領下逃離洛陽，打算到并州依靠并州刺史劉琨。但他們在陽邑被漢國將領劉粲所擄。次年，劉粲進攻并州治所晉陽，劉琨外出收兵未及救援，終令晉陽陷落，此時劉粲留盧諶為參軍，而盧志和其他家屬都被送至漢國都城平陽。不久，劉琨在拓跋猗盧的軍事協助之下成功反擊晉陽，劉粲敗走，而盧諶則乘機投奔移治陽曲的劉琨，然而此舉令包括盧志在內被移至平陽的家屬都被殺。
建興三年（315年），劉琨升任司空，以盧諶為主簿，後轉從事中郎。由於劉琨妻就是盧諶的姨母，於是劉琨親近和喜愛他，亦重視他的才能和門第地位。
建興四年（316年），劉琨失并州，被逼到薊城投靠段部鮮卑領導之一、幽州刺史段匹磾，盧諶亦跟隨，並被段匹磾任用為幽州別駕。太興元年（318年），段匹磾殺害劉琨，盧諶與崔悅等晉人率領劉琨餘眾投奔段部另一位領導、遼西國的段末柸，以在段末柸那裏的劉琨兒子劉羣為主。後段末柸與東晉通使，盧諶透過使者為劉琨申訴，參與促成朝廷為劉琨舉哀、贈官和賜諡號。
後東晉多次徵召盧諶，但段末柸卻留著盧諶，令他不能南渡。咸康四年（338年），後趙與慕容皝聯手攻滅段部，盧諶被後趙所得，更入仕後趙，先後任中書侍郎、國子祭酒和侍中等職。晉永和五年（349年），後趙皇帝石虎去世，諸子爭位，國內大亂。同年石鑒即位，任命盧諶為中書監。冉閔更於永和六年（350年）殺石鑒建立冉魏，當時盧諶亦在冉閔軍中，並參與攻打石祗所在的襄國。永和七年（351年），冉閔在襄國大敗，盧諶在此戰中亦身亡，享年六十七歲。
盧諶雖然在後趙歷任高位，但盧諶卻以此為恥，更對諸子說：「我死了以後，頭銜只叫晉司空從事中郎就行了。」

## 藝文成就
盧諶與表兄弟崔悅，以多才多藝齊名當世。

### 文學
晉書本傳記載盧諶有《祭法》、《莊子》注與他的個人文集等作品。盧諶有五首詩作收錄在《昭明文選》裏，其中有與姨丈劉琨的贈答詩、還有贈與表兄弟崔悅、溫嶠的作品。鍾嶸詩品將盧諶的作品與劉琨並列，認為他們的詩歌源出於王粲，擅長淒戾情境的描寫，文字脫俗。特別是劉琨才華高又遭厄運，所以多感慨憤恨之詞。盧諶則稍不及劉琨。
劉琨與盧諶常有詩歌贈答。劉琨被段匹磾拘禁時，推測自己難逃死厄，寫詩贈與盧諶：
握中有懸璧，本是荊山球。惟彼太公望，昔是渭濱叟。鄧生何感激，千里來相求。白登幸曲逆，鴻門賴留侯。重耳憑五賢，小白相射鉤。能隆二伯主，安問黨與仇！中夜撫枕歎，想與數子遊。吾衰久矣夫，何其不夢周？誰云聖達節，知命故無憂。宣尼悲獲麟，西狩泣孔丘。功業未及建，夕陽忽西流。時哉不我與，去矣如雲浮。硃實隕勁風，繁英落素秋。狹路頌華蓋，駭駟摧雙輈。何意百煉剛，化為繞指柔。
詩義寄託深遠，滿腔幽憤一傾而出，感慨張良、陳平輔佐漢高帝度過危機等史事。然而盧諶收到後僅以普通的詩詞酬和，讓劉琨非常失望，再重贈盧諶一次，於是盧諶對劉琨說：「此詩有帝王大志，已不是做臣子的人該說的話了。」劉琨詩昭明文選以《重贈盧諶》為題收錄，晉書劉琨傳也全文收錄，並評論盧諶「素無奇略」。

### 書法
当初卢谌的父亲卢志学习钟繇的书法，卢谌又学习索靖的草书，范阳卢氏从此世世代代传习下去，每一代都有善于书法的名声，世代不改变专业，直到北魏初年一直都推崇清河崔氏与范阳卢氏的书法。

## 親屬

### 父母
- 盧志
- 清河崔氏，崔林的孫女[11]

### 儿子
- 卢勗，范阳卢氏南祖始祖
- 卢凝
- 卢融
- 盧偃，入仕慕容氏，官至營丘太守，范阳卢氏北祖始祖
- 卢征

### 孫
- 盧邈，盧偃子，入仕慕容氏，官至范陽太守。
- 盧嘏，盧諶孫，盧循之父，與盧循同被誅殺。
- 卢氏，嫁崔玄伯，子崔浩[12]。

### 曾孫
- 盧循，東晉末年曾與孫恩在吳會發起盧循孫恩之亂。
- 盧玄，仕北魏，曾出使南朝宋。